# Власова Анастасія
Анастасі́я Вла́сова — українська фотожурналістка, відома своїми репортажами про Революцію гідності та російсько-українську війну.

## Життєпис
У 2015 році здобула ступінь магістра журналістики в Київському національному університеті імені Тараса Шевченка. Учасниця програми «Фотографія та Права людини» від Фундації Магнум в Університеті Нью-Йорка (2015). Працювала штатною фотокореспонденткою Kyiv Post, співпрацює з європейським агентством Pressphoto. Її фотографії публікували The Guardian, NBC, Newsweek, The Wall Street Journal, The Washington Post та інші видання.
У грудні 2013 року розпочала професійну кар'єру фотографа під час протестів на Євромайдані. Вона працювала на вебсайті svidomo.com і отримала завдання фотографувати протести. Згодом вона поїхала до Криму висвітлювати кримський референдум 2014 року, а після початку російсько-української війни постійно подорожувала між Києвом і сходом України.
У 2015 році брала участь у майстер-класі Едді Адамса.
Авторка фотопроєкту «Батьківщина у вигнанні» про кримських татар.

## Нагороди
- почесна нагорода за мужність у фотожурналістиці імені Ані Нідрінггауз 2015 року на IWMF 2015[3],
- одна з її фотографій була обрана журналом Time серед 100 найкращих фотографій 2015 року[6],
- стипендіатка фонду Magnum Foundation з фотографії та прав людини в Нью-Йоркському університеті (2015)[7][8].